# Antonio Gisbert
Pour les articles homonymes, voir Gisbert.
Antonio Gisbert Pérez, né le 19 décembre 1834 à Alcoy et mort le 27 novembre 1901 à Paris est un peintre espagnol de thèmes historiques.

## Biographie
Gisbert étudie à l’Académie royale des beaux-arts de San Fernando de Madrid auprès de José de Madrazo y Agudo et Federico de Madrazo, il part pour Rome en 1855 où il expose en 1858 sa première œuvre, intitulée les Derniers Moments du prince Don Carlos. Il devient le directeur du musée du Prado en 1868, jusqu’en 1873, où il démissionne en raison de son opposition à la nouvelle République espagnole pour s’installer définitivement à Paris où il achèvera ses jours.
À la charnière entre les mouvements réaliste et romantique, Gisbert représente une tendance picturale dans la seconde moitié du XIXe siècle : la peinture des grands événements par rapport à l’histoire de chaque pays. C’est la « peinture d’histoire » ou « réalisme rétrospectif » visant à représenter de façon réaliste, avec un objectif clairement politique, le passé historique national. Il a représenté les idéaux libéraux en Espagne. La variété de son style le place sans ambiguïté dans l’école de peinture de l’éclectisme espagnol (en).
Il obtient en 1864 la médaille de première classe pour Desembarque de los puritanos en América del Norte à l'Exposition nationale des beaux-arts.

## Œuvres
- Les derniers moments du prince Don Carlos, 1858 ;
- Les Comuneros Padilla, Bravo et Maldonado sur l'échafaud, 1860 ;
- Le Serment de Ferdinand IV au parlement de Valladolid, 1863 ;
- Le Débarquement des puritains en Amérique du Nord, 1864 ;
- Don Quichotte chez le duc ;
- Amédée devant le cadavre du général Prim ;
- Le Départ de Christophe Colomb du port de Palos ;
- Exécution de Torrijos et ses camarades sur les plages de Malaga, 1887-88, huile sur toile, 390 x 601 cm, Madrid, Musée du Prado ;

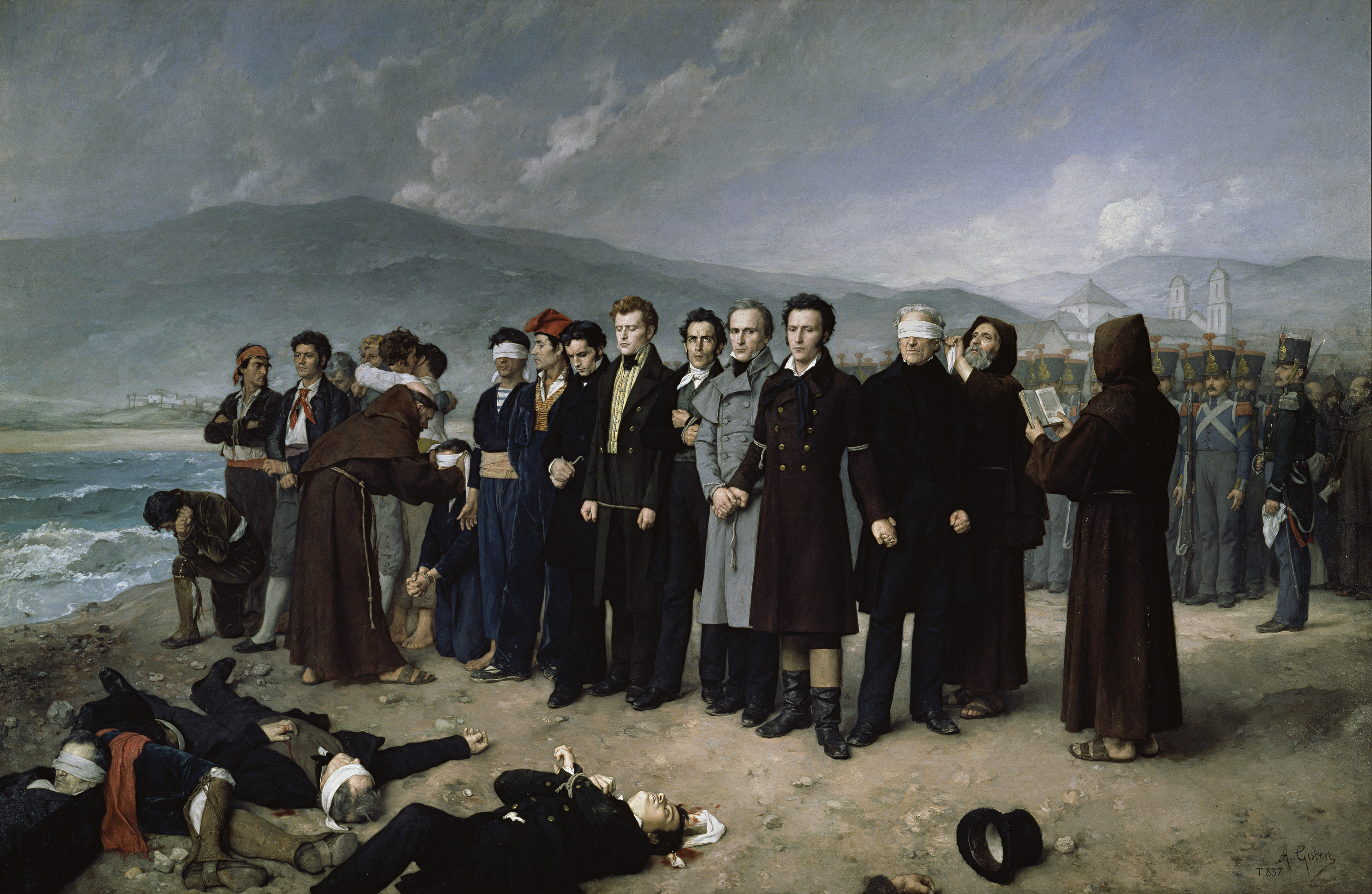
Exécution de Torrijos et ses camarades sur les plages de Málaga.
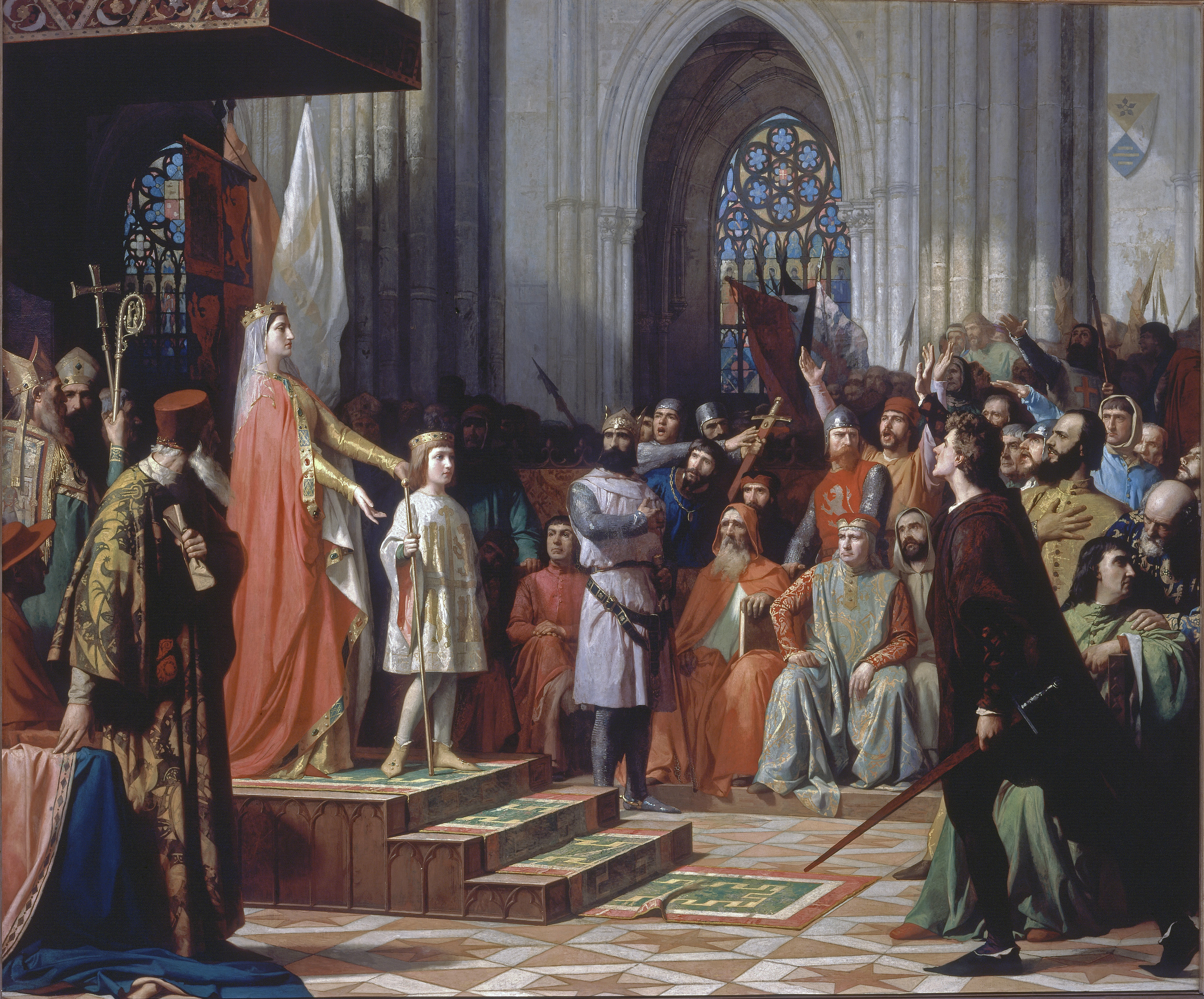
Le serment de Ferdinand IV au parlement de Valladolid.
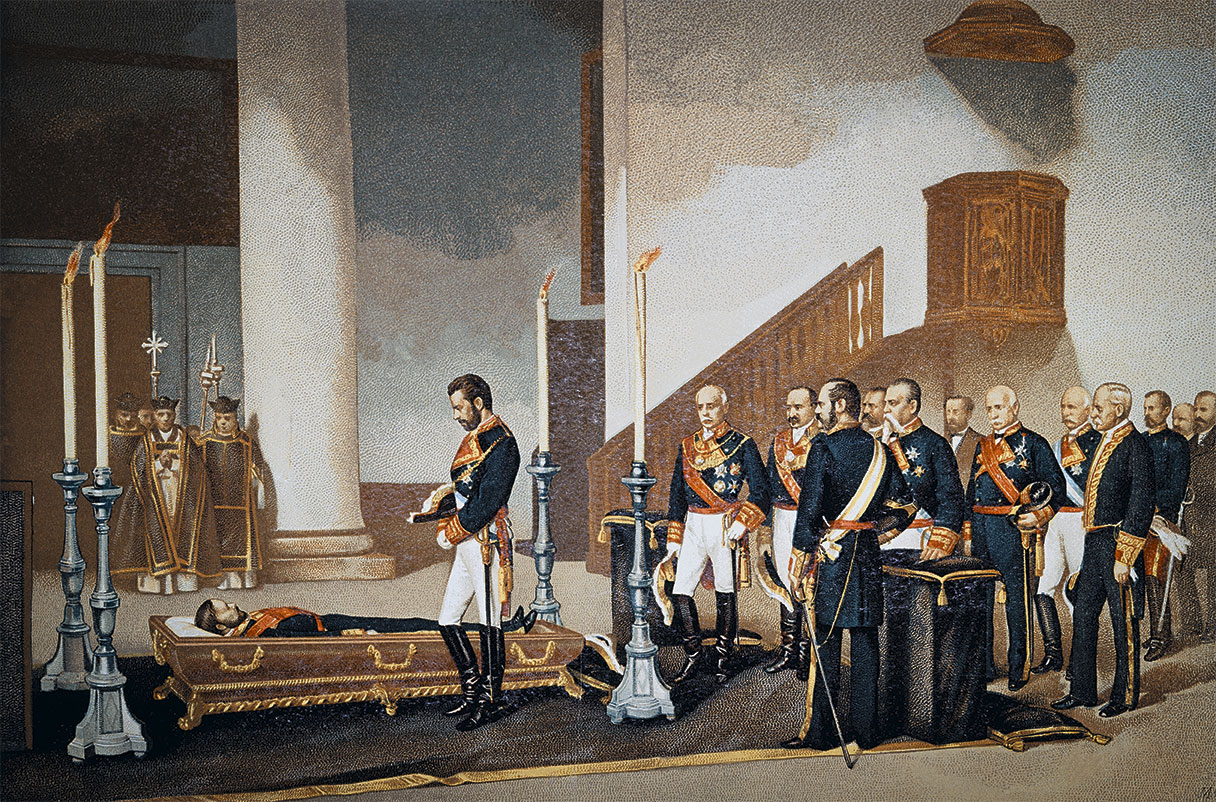
Amédée devant le cadavre du général Prim.